# Esther Forbes
Pour les articles homonymes, voir Forbes (homonymie).
Esther Forbes est une écrivaine américaine née le 28 juin 1891 à Westborough (Massachusetts) et décédée le 12 août 1967 à Worcester (Massachusetts). Elle est l'auteure de Paul Revere and the World He Lived In, récompensé du prix Pulitzer d'histoire en 1943, et de Johnny Tremain, un roman pour la jeunesse qui remporte la médaille Newbery en 1944. Elle fut aussi une collaboratrice appréciée de l'Encyclopædia Britannica, et la première femme membre de l'American Antiquarian Society.

## Biographie

### Jeunesse et éducation
Esther Forbes naît le 28 juin 1891 de l'union de William Trowbridge Forbes et de Harriette Merrifield Forbes à Westborough, dans le Massachusetts. Elle déménage avec sa famille à Worcester en 1898. Elle étudie à la Bancroft School de Worcester, puis poursuit ses études à la Bradford Academy de Bradford de 1909 à 1912.
En 1916, elle rejoint ses grandes sœurs Cornelia et Katherine à Madison, dans le Wisconsin, où Cornelia était en études supérieures et Katharine était enseignante. A cette période, elle suit des cours à l'université du Wisconsin.

### Carrière
Pendant ses études au Wisconsin, elle rejoint la rédaction du Wisconsin Literary Magazine, où elle travaille aux côtés d'une autre future récipiendaire du prix Pulitzer, Marjorie Kinnan Rawlings. En 1919, elle retourne à Worcester. En fin décembre de la même année, elle commence à travailler pour le département d'édition de la Houghton Mifflin Company à Boston. De 1924 à 1926, elle écrit plusieurs articles pour le journal Boston Evening Transcript.
Elle épouse Albert L. Hoskins Jr., un avocat, le 14 janvier 1926, et quitte son poste à Houghton Mifflin. Le couple emménage à New York. Sa première nouvelle, O Genteel Lady! est publiée en 1926 et atteint la seconde place du classement du Book of the Month (en). En 1928, A Mirror for Witches est publié. En 1933, elle divorce d'Albert Hoskins. Même si elle conserve son nom d'épouse, tous ses textes sont signés de son nom de jeune fille, Esther Forbes.
Forbes retourne à Worcester en 1933, où elle cohabite avec sa mère et ses sœurs célibataires. Cette situation permet à sa mère de travailler étroitement avec sa fille pour l'écriture de ses nouvelles, l'accompagnant le plus souvent pour ses recherches à la librairie locale, celle de l'American Antiquarian Society.
La deuxième moitié des années 1930 est très prolifique pour Forbes, avec la publication de trois nouvelles : Miss Marvel (1935), Paradise (1937) et The General's Lady (1938). Toutes sont des nouvelles historiques, se déroulant du temps colonial de la Nouvelle-Angleterre à l'avènement de la République.
Dans un tout autre registre, quittant la fiction, Forbes rédige une biographie de Paul Revere intitulée Paul Revere and the World He Lived In, publiée en 1942. Pour ce travail, elle reçoit le prix Pulitzer d'histoire en 1943. La même année, elle reçoit un doctorat honorifique en Lettres de la part de l'université Clark.
Toujours en 1943, son travail le plus connu, Johnny Tremain, est publié. Ce roman est récompensé d'une médaille Newbery en 1944. En 1946, America's Paul Revere est publié, suivi l'année suivante par The Boston Book.
En 1947, son livre The Running of the Tide est nommé meilleure nouvelle par la Metro-Goldwyn-Mayer. Forbes reçoit à ce titre une récompense de 150 000 $. En 1949, elle est élue membre de l'Académie américaine des arts et des sciences. Son dernier livre, Rainbow on the Road, est publié en 1954. En 1960, Esther Forbes devient la première femme élue membre de l'American Antiquarian Society.

### Mort
Esther Forbes meurt le 12 août 1967 à Worcester d'un rhumatisme cardiaque. L'entièreté de ses écrits originaux sont donnés à l'université Clark de Worcester. Les royalties de ses nouvelles historiques sont données à l'American Antiquarian Society, qui détient également les notes d'un livre non abouti sur la sorcellerie en Nouvelle-Angleterre.

## Citation
Most American heroes of the Revolutionary period are by now two men, the actual man and the romantic image. Some are even three men—the actual man, the image, and the de-bunked remains. (« La plupart des héros américains de la période révolutionnaire sont désormais deux hommes : l’homme réel et l’image romantique. Certains sont même trois hommes : l’homme réel, l’image et les restes démystifiés. »)
— Paul Revere and the World He Lived In, note n°54.

## Publications
- O Genteel Lady! (1926)
- A Mirror for Witches (1928)
- Miss Marvel (1935)
- Paradise (1937)
- The General's Lady (1938)
- Paul Revere and the World He Lived In (1942)
- Johnny Tremain (1943)
- The Boston Book (1947)
- America's Paul Revere (1948)
- The Running of the Tide (1948)
- Rainbow on the Road (1954)